# Les guerres carlines a Andorra
Sota fons de les conseqüències de la Guerra de Successió Espanya i el llegat de la Revolució Francesa, Andorra s'endinsa en el conflicte que sacsejà la corona hispànica durant tot el segle xix. Mentre neix el sentiment de nació a Catalunya i Andorra, a més del País Basc i Portugal, el liberalisme pancastellà mira de construir una nació única artificial que hauria d'incloure els Països Catalans, el País Basc i Portugal. Si bé aquest darrer territori quedà exclòs de les ambicions imperials hispàniques, no fou el cas d'Andorra o Catalunya.
Rere doncs de la guerra entre liberals i absolutistes hi havia en joc la continuïtat del projecte imperial hispànic rebutjat per totes bandes a la península ibèrica però imposat des de Madrid. Andorra decideix doncs de col·laborar amb el carlisme català perquè d'aquesta manera s'estalvia i es protegeix de les ingerències hispàniques que són el plat habitual del segle.
França i Espanya miraren d'annexionar-se Andorra cadascun amb les seves particulars maneres de fer. Andorra mirà de jugar els equilibris per evitar que ni l'un ni l'altre ho aconseguissin. Però, darrere, als bastidors, Andorra donà suport militar a la causa carlista esdevenint fins i tot la seva rereguarda logística i conceptual.
La guerra empitjorà notablement la situació econòmica andorrana en un context en què la Revolució Industrial posà l'economia d'Antic Règim andorrana contra les cordes. El país pateix per onades successives de migracions de refugiats alhora que els nacionals surten per manca d'aliment i condicions de vida.
Tímidament el país desperta curiositat a l'exterior. En plena Renaixença molts aventurers romàntics viatgen a Andorra per descobrir un "país" que qualifiquen d'"exòtic".

## Historiografia de la guerra
El segle xix andorrà és el preludi del canvi i mereix una consideració especial. És un moment de transició, entre el món antic i la contemporaneïtat, segle de reformes, entre revoltes a l'andorrana i les influències divergents dels estats veïns, en una lluita per aconseguir la supremacia sobre el país.
El decret de restauració napoleònic i la Nova Reforma del 1866 han estat els moments considerats clau d'aquest segle. Però els episodis revolucionaris del 1868 i del 1888 i les seves conseqüències poden donar molt més joc, en ser els preludis de les grans transformacions del segle xxi.
Un altre buit destacable és el paper de les grans famílies andorranes. Tot i que tenen les arrels de la seva puixança en els segles xvi i sobretot el XVIII, no és fins al segle xix que troben el punt d'eclosió, en un procés paral·lel d'obertura econòmica a nous mercats i de participació política. Malgrat l'enorme influència que van exercir sobre la vida política i econòmica del país, el seu paper i les seves dinàmiques concretes són encara una ombra a la historiografia d'Andorra, com a conseqüència, en part, de la dificultat per accedir a la documentació privada.
Documents primaris més rellevants:
- Jordi Buyreu, Diplomatari de la vall d'Andorra - segle xviii, v (vii), Andorra, Govern d'Andorra, 2012.
- Esteve López i Joan Peruga, Diplomatari de la vall d'Andorra - segle xix, ii, Andorra, Govern d'Andorra, 1994
- Pla de Nova Reforma

## Primer cicle revolucionari

### Desfeta napoleònica
Amb la Batalla de Waterloo del 18 de juny del 1815 les monarquies absolutistes es fan amb la victòria i imposen la restauració de l'absolutisme a tot el continent europeu amb el Congrés de Viena. El llegat que havia deixat la Revolució Francesa qüestionava profundament les bases de l'Antic Règim amb les quals els monarques europeus treien la seva legitimitat per ostentar la totalitat del poder.
La Declaració dels Drets de l'Home i del Ciutadà garantia un conjunt de drets individuals i col·lectius que evitaven l'ús abusiu del poder establint, per exemple, la igualtat davant la Llei i la llibertat d'expressar-se o d'associar-se. En tant que éssers humans, l'Assemblea Nacional Francesa considerà que el ciutadà té dret a la vida, al lliure pensament, a la lliure expressió, a la llibertat individual, a la propietat privada i que la sobirania rau en la Nació. Aquestes premisses són les que defensa el liberalisme hereu del pensament Il·lustrat però topen frontalment amb l'absolutisme. Així, per al liberalisme la tasca primordial de l'Estat és d'assegurar i de defensar aquests principis que han de regir la vida política i econòmica de la societat.
Malgrat que el Congrés de Viena aconseguís restaurar l'absolutisme aquests valors ja havien fet impacte a principis de segle xix a tot Europa. Les monarquies dels Països Baixos, de Noruega i Suècia, d'Espanya i França, per posar només alguns exemples, havien aprovat una Constitució que limitava el poder del monarca i assegurava, encara que de forma limitada, els Drets Humans. El xoc de trens però fou constant, i de certa forma inevitable, a tot Europa durant el segle xix. Els partidaris de l'absolutisme vessaren sang en diferents conflictes bel·licosos contra els partidaris de l'establiment d'un Estat liberal-burgès. Les idees que havia deixat la Revolució Francesa s'acabaren imposant. La manifestació pública a favor del sufragi universal és molts cops la cara més visible del liberalisme que fa terreny mercès a una successió de cicles revolucionaris.

### Trienni liberal
L'any 1814 torna l'absolutisme al regne d'Espanya i també a França. Els borbons reprenen les regnes del seu tron no sense haver fet concessions. La primera experiència liberal en el cas hispànic tingué lloc durant l'ocupació napoleònica. En el decurs del 1812 s'aprovava a Cadis una primera Constitució que establia la sobirania en la Nació, permetia el sufragi universal masculí indirecte i separava els poders tot i reconèixer l'autoritat de la monarquia. El text però fou convertit en paper mullat un cop que Ferran VII de Borbó prengué possessió del càrrec en el marc del Congrés de Viena. Aleshores les monarquies europees tenien interès a esclafar la Revolució Francesa. Per això mateix varen restaurar el poder borbònic a França que, no obstant, hagué d'acceptar una Constitució amb la qual s'establia una càmera electiva i una altra escollida pel mateix monarca. Tant en el primer cas com en el segon hi hagué resistències molt fortes a acceptar la imposició de l'absolutisme.
El regnat de Ferran VII havia començat amb una sèrie de conspiracions liberals que varen acabar amb un cop d'Estat el 1820 que enderrocà el rei i restaurà la Constitució de Cadis. És l'inici del que s'anomena com a trienni liberal, és a dir, tres anys durant els quals el liberalisme es va imposar a l'absolutisme. Seguint els principis que s'havien estipulat al Congrés de Viena l'absolutisme europeu es reuní a Verona el 1822 per donar resposta al cop d'Estat. El brot de violència anterior i posterior al Congrés de Verona tingué fortes repercussions per Andorra. La sobirania del país es trobava en aquells moments en mans de dues figures aferrissadament favorables a l'absolutisme. El veguer francès, Roch Pierre Roussillou, era dels partidaris de la restauració de Lluís XVIII a França i el bisbat d'Urgell tampoc amagava les seves simpaties per la monarquia absoluta.
Però el cop d'Estat vingué per quedar-se i durant la seva vigència la Seu d'Urgell es convertí en un polvorí entre constitucionalistes i absolutistes. El nou règim bloquejà l'entrada de les mercaderies que provenien de la Seu d'Urgell. La causa venia motivada per un informe d'un antic capità d'infanteria de la Seu d'Urgell partidari del règim constitucionalista. El capità, Antoni Valls, no només hi encoratjava les Corts de Madrid a convèncer els andorrans de les virtuts del liberalisme i del règim constitucional, sinó que es queixava de la poca autoritat que exercien les Corts sobre Andorra i de la necessitat d'incloure el país dins de Catalunya que al seu parer era sense cap mena de dubte part de “la nació espanyola”. El parlament andorrà, amb nova nomenclatura, intentà defensar els privilegis econòmics amb una carta a les autoritats hispàniques. L'escrit d'Antoni Valls degué tenir el seu impacte perquè el veguer francès publicà un any després tot un llibre en què dona les línies mestres que París hauria de seguir per evitar els brots “usurpatoris” del bisbe d'Urgell i, per extensió, del regne hispànic.
L'any 1822 la Seu d'Urgell cau en mans d'un guerriller absolutista i això desencadena una onada repressiva. Antoni Valls morí aquell any intentant defensar la ciutat i ja cap al mes d'agost els reialistes aconsegueixen establir una regència absolutista que rebé el suport del bisbat d'Urgell. La repressió contra els absolutistes en va fer fugir cap a Andorra, lloc que les Corts de Madrid veien, en paraules d'Antoni Valls, com un “santuari” de contrabandistes “diabòlics” i nucli de fugida de molts absolutistes. En part, Antoni Valls no s'equivocava. Les autoritats andorranes es mostraren a favor de l'absolutisme mantenint fins i tot un tracte diferencial entre refugiats constitucionalistes i absolutistes. A l'arxiu de les Sis Claus de la Casa de la Vall hi ha documentació que assegura que es contractà metges per acudir els ferits reialistes. El bisbe i copríncep d'Andorra hagué de demanar permís al prefecte de l'Arieja per passar la frontera i exiliar-se a França. El veguer francès no permeté l'entrada de les tropes liberals a Andorra i donà suport a la Regència d'Urgell raó per la qual fou compensat posteriorment amb el títol de Chevalier i amb la condecoració l'ordre de Carles III d'Espanya.
El desplegament de l'armada francesa per sufocar el cop d'Estat liberal provocà una forta repressió contra els constitucionalistes a Catalunya i això portà refugiats a Andorra. La Constitució de Cadis quedà derogada i el bisbat d'Urgell pogué tornar a ocupar el seu lloc. Els nous refugiats foren especialment controlats per la vegueria francesa i rebuts fredament per les autoritats andorranes. Els refugiats constitucionalistes aconseguiren sobreviure a Andorra gràcies a l'ajuda d'algunes famílies. Si bé les autoritats andorranes es pronunciaren durant tot el segle xix a favor del camp absolutista, tenim constància que devia haver-hi una certa divisió d'opinions a Andorra. El veguer Pierre Roussillou hagué de desplaçar-se a Andorra l'any 1824 per restablir l'ordre, segons la documentació d'època, en el si del mateix parlament andorrà que devia tenir aleshores postures enfrontades. Es podria fer extensible aquesta mateixa posició entre la població.
A la darrera fase del trienni liberal es radicalitzaren les posicions absolutistes a Catalunya (Revolta dels Malcontents) i el bisbat d'Urgell decretà l'expulsió dels constitucionalistes. També demanà l'entrada de tropes hispàniques a Andorra per perseguir els constitucionalistes que havien fugit cap a Andorra. La sindicatura andorrana donà el vist-i-plau a aquest control fronterer i París no sembla que s'esmercés a fer respectar els seus drets sobre Andorra. Potser perquè a banda i banda de la frontera hi havia règims absolutistes. L'acord se sobreentenia. Aquesta actitud, però, canvià pràcticament d'un dia per l'altre amb l'anomena Revolta de Juliol (1830) esdevinguda a França. En l'espai de tres dies el règim francès abandona l'absolutisme a favor d'una monarquia liberal.

## Segon cicle revolucionari
La conquesta del tron per part del liberalisme fou qüestió d'una dècada en el cas peninsular. A Portugal un sollevament militar instaurà una primera Constitució l'any 1822 i al regne d'Espanya el liberalisme assolí els seus objectius amb Isabel II, filla de Ferran VII. Tanmateix, les guerres entre absolutistes i liberals tan sols havien començat. Els partidaris de l'absolutisme es van reglar del costat de Carles Maria Isidre que era germà de Ferran VII i partidari de l'Antic Règim. La filla havia accedit al tro derogant el Reglament de Successió del 1713 pel qual una dona no podia accedir a governar el regne si abans hi havia un legítim successor home que, en aquest cas, requeia en Carles Maria Isidre. La guerra entre els partidaris de l'un i de l'altre no es va fer esperar i l'absolutisme aprofità l'avinentesa per contestar el nou règim constitucionalista amb tres guerres que marquen el decurs del segle xix.
El pes del clergat a la societat va ser important per entendre les postures d'uns i d'altres. L'Església catòlica no canvià de bàndol i continuà defensant l'absolutisme. A Navarra i al País Basc el bàndol carlista es transformà en un clar defensor dels furs. Això, i el suport que li donà l'Església, condicionaren, en bona part, les postures de l'època. A Catalunya els partidaris de l'absolutisme van veure en la causa carlista una oportunitat per recuperar l'autonomia perduda amb la Guerra de Successió Espanyola. En efecte, el nou règim liberal partí d'un centralisme propi de la tradició borbònica. De fet, Isabel II rebé ajuda per part de França i, també, del Regne Unit i de Portugal. Allò que és rellevant, en tot cas, és que amb tots els canvis esdevinguts en només una dècada, Europa havia trencat el suport sec a l'absolutisme per defensar el règim constitucionalista hispànic o, si més no, en aparença atès que durant les Guerres Liberals portugueses, Miguel I de Portugal, dona suport a Carles Maria Isidre.
Per Andorra la situació es tornà hostil als interessos que defensava el parlament andorrà. Els torns havien canviat del tot. A França el tron era ocupat per un rei liberal-burgès i a Espanya governava també una reina favorable al model liberal-burgès. La bona entesa que regnava entre el bisbat d'Urgell i el veguer francès es trencà amb el nomenament d'un nou veguer, més afí al constitucionalisme. En conseqüència la Guerra dels Set Anys (1833-1840) debilità enormement la posició del bisbe d'Urgell que hagué de refugiar-se a Andorra. La nova reina no trigà en posar la seva mà sobre Andorra amb una certa benevolència per part francesa. Les autoritats andorranes i les famílies més grosses del país seguiren en la mateixa línia anterior. Així, Andorra fou utilitzada com una rereguarda logística per al carlisme català, força desorganitzat, i alhora es convertí en un pont d'enllaç amb el carlisme basc.
La casa dels Areny-Plandolit ajudava a refugiar carlistes, a preparar contraofensives i pressionava el parlament andorrà perquè no cedís a les pressions que venien des d'Espanya. En efecte, per a la reina Isabel II d'Espanya, la situació fou idònia. Les autoritats andorranes es veuen obligades a signar un acord amb la monarquia hispànica amb el qual els andorrans haurien de prestar ajuda al bàndol constitucionalista. La signatura de l'acord és inèdit perquè es fa unilateralment sense tenir en compte la postura del copríncep francès i perquè alhora anava en contra de la voluntat mantinguda fins aquell moment pel Consell General. Diferents motius expliquen aquesta nova postura. La nova conjuntura de poder havia afeblit considerablement la postura del bisbat d'Urgell que ja no es trobava en condicions de defensar els interessos d'Andorra. Les derrotes carlines en el camp de batalla i l'acostament de posicions entre administracions constitucionalistes de la Seu d'Urgell i de l'Arieja obligaren el parlament andorrà a actuar en contra de la seva pròpia voluntat o, en qualsevol cas, en contra de la voluntat majoritària expressada en el parlament atès que durant la primera guerra carlina es registren els primers intents d'abolició dels delmes que els andorrans havien de pagar a la Mitra d'Urgell. Un fet d'allò més important si tenim en compte el context i la dificultat actual de dilucidar la postura real entre la població.
L'acord establia un estricte control de les armes que entraven i sortien d'Andorra. La monarquia hispànica va saber efectivament que l'Església d'Urgell havia guardat uns 700 fusells durant la intervenció francesa del 1823 per sufocar els rebels constitucionalistes. L'acord també preveia clàusules destinades a castigar els andorrans que amaguessin carlistes i a cooperar amb les autoritats hispàniques. Per a l'ocasió fou nomenat un comissionat, que després del seu rapte a Canillo, intensificà les mesures repressives contra els absolutistes andorrans i estrangers que es refugiaven a Andorra. L'exèrcit de la reina entrà vàries vegades a Andorra a escorcollar el territori havent bloquejat fins i tot en alguna ocasió la frontera. El parlament andorrà hagué d'entregar, possiblement a contracor, refugiats carlins. Tanmateix, per tal d'assegurar-se un ajut per part de la població andorrana, les autoritats hispàniques distribuïren menjar entre els habitants. La crisi es va estendre efectivament en el camp català. Els síndics foren destituïts del seu càrrec per ser substituïts per altres figures més pròximes al constitucionalisme i el Consell General fou obligat a pagar una multa de 25.000 rals. La victòria constitucionalista i el final de la primera guerra permeté el retorn del bisbe però el conflicte deixà cicatrius en la memòria col·lectiva dels andorrans de l'època.

## Tercer Cicle Revolucionari
El contenciós entre carlins i cristins sembla que havia trobat una solució al final de la Primera Guerra Carlina. S'havia proposat que la reina Isabel II es casés amb Carles V que era comte de Montemolín i alhora fill i successor de Carles Maria Isidre. Però la reina preferí maridar-se l'any 1846 amb el seu cosí, Francesc d'Assís. En principi aquesta aliança, no desitjada, és el que dona inici a una nova guerra entre absolutistes i liberals. De rerefons, però, hi ha sobretot una gran crisi econòmica a Catalunya i partides carlistes encara en moviment. L'origen del nou contenciós bèl·lic s'ha d'anar a buscar a la política liberal de la monarquia hispànica. Les noves regles que suposaven la consolidació de la propietat burgesa i els efectes de la centralització administrativa no agradaren a Catalunya. Res que hagués d'alarmar Europa atès que en el continent les noves regles de joc establertes pels règims liberals es feren a costa de la propietat comunal camperola i això suposà un greu malestar, a més de l'augment de la delinqüència camperola vista pels mateixos implicats com a legítima. Tots aquests factors es conjugaren en una nova guerra (1846-1489) on es tornarà a vessar sang i on Andorra no quedarà exempta de turbulències.
El país es tornà a transformar en un nou centre d'operacions carlistes. El sollevament de Cervera fou possible mercès a l'entrada de tropes carlistes per Andorra que preparaven ja el cop des de França. El règim hispànic acusà el Consell General de col·laborar en la revolta. Aquest cop, però, la correspondència amb França sembla que tingué els seus efectes i el país veí actuà a través de l'ambaixador a Madrid per evitar noves entrades i sortides de les tropes hispàniques constitucionalistes en territori andorrà. En efecte, el regne d'Espanya reaccionà al cop bloquejant la frontera i les mercaderies que entraven a Andorra. I de fet, les sospites no anaven mal encaminades. Andorra havia estat un lloc estratègic durant la Primera Guerra Carlina. El país ja havia estat acusat aleshores de “santuari” carlista. Els grans prohoms andorrans donaven suport a la causa absolutista i el mateix parlament estava format per membres afins al carlisme. Però, en aquest nou conflicte, i malgrat que Andorra recollís soldats carlistes ferits, sembla que no hi hagué una incidència directa per part andorrana.
Tot i això, el parlament andorrà hagué de pagar una multa de 20.000 rals i prometre que els síndics serien substituïts per altres figures no sospitoses de col·laborar amb l'absolutisme. Malgrat això Andorra fou escorcollada per les tropes hispàniques i el parlament hagué d'entregar alguns carlins que s'havien refugiat al país. Els síndics varen dimitir i foren substituïts automàticament per figures més afines als ulls d'Espanya i de França. I és que hi havia acusacions que apuntaven dos cònsols de Sant Julià de Lòria i dos consellers de facilitar armament al bàndol carlista. La defensa per part francesa no podia ser més difícil. Tanmateix, França assumí el repte perquè considerava que Andorra era “protectorat” seu i en virtut d'això les tropes hispàniques vulneraven la sobirania francesa. El Consell General es negà, en primera instància, a pagar la multa que li havia imposat el regne d'Espanya en virtut dels Pariatges (que no preveuen altres tributs que els de la quèstia) però els mitjans que tenia la corona per fer respectar les seves decisions eren clarament més efectius davant un parlament menut i tutelat. Tot i així, sembla que des del règim es va veure necessari canviar de tàctica per no empitjorar la situació. Que Andorra era un lloc estratègic per al carlisme des d'on es prefiguraven les operacions que s'havien de dur a terme a Catalunya, era una evidència, però aquest cop també es va fer evident que si s'ajudava econòmicament a la població, el carlisme no tindria prou dialèctica per convèncer la població raó per la qual es va demanar des del País Valencià que França facilités l'avituallament d'Andorra.
D'altra banda, el Consell General prengué la decisió d'intentar abolir els delmes durant el contenciós en tant que “Consell Sobirà”. Això significa que, a banda de la influència liberal, el parlament andorrà pren consciència del valor del Manual Digest. En efecte, Antoni Fiter i Rossell era contrari a pagar el delme i així ho va deixar escrit en el seu compendi. La decisió del parlament andorrà fou contestada pel bisbat d'Urgell i aixecà polseguera en aquell moment. L'objectiu no s'assolí i els andorrans hauran de pagar el delme fins al 1905 que és el moment en què aconsegueixen desfer-se finalment d'aquest impost feudal. Això no obstant, la població andorrana hagué de partir les conseqüències d'una tercera guerra carlina (1872-1876) que en aquest cas sembla que no tingué tantes repercussions com els contenciosos anteriors. Allò que caldria posar de manifest amb aquesta darrera guerra és que l'11 de febrer del 1873 el Congrés i el Senat espanyols proclamaren la primera República cosa que suposava l'èxit rotund del llegat de la Revolució Francesa al regne d'Espanya i, sobretot, una intervenció menys fàcil per part d'Espanya ja que el bisbe deixava de ser nomenat directament pels monarques hispànics. La República, però, tingué uns efectes minsos. Tan sols un any després es dissolia i tornaven els borbons a ocupar el poder.

### Seglexix
- Peruga Guerrero, Joan. Govern d'Andorra. La crisi de la societat tradicional (S. XIX).  Editorial Andorrana, 1998, p. 95 (Història, Geografia i Institucions d'Andorra). ISBN 99920-0-186-0.
- Àrea de Recerca Històrica del Govern d'Andorra. Crèdit Andorrà. La casa d'Areny-Plandolit: de casa pairal a casa noble.  Encamp (Andorra): Impremta Envalira, 2006, p. 52. ISBN 99920-0-430-4 [Consulta: 29 gener 2015]. Arxivat 2015-09-23 a Wayback Machine.
- Ministeri d'Educació, Joventut i Esports. Govern d'Andorra. La crisi de la societat tradicional del segle XIX, 1996, p. 4.

### General
- Armengol Aleix, Ester. Andorra: un profund i llarg viatge.  Govern d'Andorra, 2009. ISBN 978-99920-0-549-1.
- Guillamet Anton, Jordi. Andorra: Nova aproximació a la història d'Andorra.  Revista Altaïr, 2009. ISBN 978-84-936220-4-6.
- Jordi Planellas. Història Digital d'Andorra.  Aloma Editors, 2013. ISBN 978-99920-66-02-7.

### Edat Moderna
- Llop Rovira, Marta. Govern d'Andorra. L'Edat Moderna a Andorra (S. XVII al XVIII).  Editorial Andorrana, 1998, p. 8, 9 (Història, Geografia i Institucions d'Andorra). ISBN 99920-0-185-2.
- Jacinto Bonales Cortés. Comú d'Encamp. La Solana d'Andorra: un conflicte mil·lenari pel control dels recursos naturals.  Editorial Andorrana, 2003, p. 1, 2. ISBN 99920-1-501-2.
- Xavier Rull. El parlar d'Andorra dels segles xvii i XVIII.  Premsa Andorrana, SA, 2007, p. 120. ISBN 978-99920-0-584-2.